# Герб Гібралтару
Герб Гібралта́ру — один із символів Гібралтару. Затверджений в 1502, зображує тривежева червону фортеця, перед якою знаходиться золотий ключ.
Латинська напис свідчить: «Це знак гібралтарської скелі».
Герб був прийнятий королевою Ізабеллою Кастильською у Толедо під час іспанського періоду в Гібралтарі.